# Vladímir Aleksàndrov
Vladímir Aleksàndrov   (Ilino, 7 de febrer de 1958) és un corredor de bobsleigh rus, ja retirat, que va competir durant les dècades de 1970 i 1980.
El 1984 va prendre part en els Jocs Olímpics d'Hivern de Sarajevo, on va disputar dues proves del programa de bobsleigh. Formant parella amb Zintis Ekmanis, va guanyar la medalla de bronze en la prova de bobs a 2, mentre en la de bobs a 4 fou dotzè.
En el seu palmarès també destaquen una medalla d'or (1985), una de plata (1987) i una de bronze (1984) al Campionat d'Europa de bobsleigh. A nivell nacional guanyà un títol soviètics (1984).